# Liste antiker Ortsnamen und geographischer Bezeichnungen/El
| Lateinischer Name  | Griechischer Name                    | Beschreibung                                                                                | Heute                                                                                                 | Quellen und Verweise | Lage |
| ------------------ | ------------------------------------ | ------------------------------------------------------------------------------------------- | --- | -------------------- | ---- |
| Elaea              | Ἐλαία (Elaia)                        | Stadt in Äolien                                                                             | | Smith;               |      |
| Elaea              | Ἐλαία (Elaia)                        | Insel in der Propontis                                                                      | | Smith;               |      |
| Elaea              | Ἔλαια (Elaia)                        | Hafen am Acheron in Epirus                                                                  | | Smith;               |      |
| Elaea              | Ἐλαία (Elaia)                        | Ort am Bosporus, nahe beim Goldenen Horn                                                    | im heutigen Stadtteil Cihangir von Istanbul                                                           |                      |      |
| Elaea              | Ἐλαία (Elaia)                        | Stadt in Phönizien                                                                          | südlich von Sidon im Libanon                                                                          |                      |      |
| Elaea              | Ἐλαία (Elaia)                        | Hafenstadt in Aethiopia an der Küste des Roten Meeres                                       | |                      |      |
| Elaea              | Ἐλαία (Elaia)                        | Vorgebirge auf Kreta                                                                        | | Smith;               |      |
| Elaea              | Ἐλαία (Elaia)                        | Kap auf Zypern                                                                              | an der Südküste der Halbinsel Karpas                                                                  |                      |      |
| Elaea              | Ἐλαία (Elaia)                        | Fluss in Böotien                                                                            | |                      |      |
| Elaeus             |                                      |                                                                                             | | Smith;               |      |
| Elaeus             |                                      |                                                                                             | | Smith;               |      |
| Elaeus             |                                      |                                                                                             | | Smith;               |      |
| Elaeus             |                                      |                                                                                             | | Smith;               |      |
| Elaeussa           |                                      |                                                                                             | | Smith;               |      |
| Elah               |                                      | Tal in Juda                                                                                 | unterhalb der Fundstätte Khirbet Qeiyafa in Israel                                                    | Smith;               |      |
| Elaius             |                                      |                                                                                             | | Smith;               |      |
| Elaphites Ins      |                                      |                                                                                             | | Smith;               |      |
| Elaphitis          |                                      |                                                                                             | | Smith;               |      |
| Elaphonnesus       |                                      |                                                                                             | | Smith;               |      |
| Elateia            | Ἐλάτεια (Elateia)                    | Stadt in Phokis                                                                             | | Smith (1);           |      |
| Elateia            | Ἐλάτεια (Elateia)                    | Stadt in Thessalien                                                                         | | Smith (2);           |      |
| Elateia            | Ἐλάτεια (Elateia), Ἐλατρία (Elatria) | Stadt in Epirus                                                                             | | Smith (3);           |      |
| Elatos             |                                      | angeblich Stadt auf Kreta, nur bei Plinius genannt, wahrscheinlich Verwechslung mit Einatos | |                      |      |
| Elath              |                                      | Stadt am Aelaniticus Sinus in Arabia Petraea                                                | Eilat in Israel, eher aber Aqaba in Jordanien                                                         | Smith;               |      |
| Elatria            |                                      |                                                                                             | | Smith;               |      |
| Elaver             |                                      |                                                                                             | | Smith;               |      |
| Elbo               |                                      |                                                                                             | | Smith;               |      |
| Elbocoris          |                                      | Ort in Lusitania                                                                            | Bobadela bei Oliveira do Hospital in Portugal                                                         | PECS; Pleiades;      |      |
| Elcebus            |                                      |                                                                                             | | Smith;               |      |
| Eldimaei           |                                      |                                                                                             | | Smith;               |      |
| Elealeh            |                                      |                                                                                             | | Smith;               |      |
| Electra            | Ἠλέκτρα (Ēlektra)                    | Fluss an der Südküste von Kreta                                                             | | Smith;               |      |
| Electra            | Ἠλέκτρα (Ēlektra)                    | Fluss in Messenien, Nebenfluss des Pamisos                                                  | | Smith;               |      |
| Electrides insulae | Ἠλεκτρίδες (Ēlektrides)              | legendäre Bernsteininseln                                                                   | wahrscheinlich die oder einige der Friesischen Inseln                                                 |                      |      |
| Elegeia            |                                      |                                                                                             | | Smith;               |      |
| Eleia              | Ἐληΐα (Elēia)                        | Ort in Mesopotamien bei Singara                                                             | möglicherweise bei Erciş in der Türkei                                                                | Smith;               |      |
| Eleia              |                                      | siehe Elis                                                                                  | |                      |      |
| Eleii              |                                      |                                                                                             | | Smith;               |      |
| Eleon              | Ἐλεών (Eleōn)                        | mykenische Stadt in Böotien                                                                 | | Smith;               |      |
| Elephantine        | Ἐλεφαντίνη (Elephantinē)             | Flussinsel im Nil                                                                           | bei Assuan in Ägypten                                                                                 | Smith;               |      |
| Elephantophagi     |                                      |                                                                                             | | Smith;               |      |
| Elephas            | Ἐλέφας (Elephas)                     | Vorgebirge an der Küste von in Aithiopia                                                    | etwa 12 km westlich von Aluula in Somalia                                                             | Smith;               |      |
| Eleusa             | Ἐλεούσα (Eleousa)                    | Insel vor Küste von Karien                                                                  | | Smith (1);           |      |
| Eleusa             | Ἐλεούσα (Eleousa)                    | Insel vor Küste von Kilikien                                                                | | Smith (2);           |      |
| Eleusa, Elaiousa   | Ἐλεούσα (Eleousa)                    | Insel vor der Küste von Attika                                                              | Insel Arsida                                                                                          | Smith (1);           |      |
| Eleusa             | Ἐλεούσα (Eleousa)                    | Insel vor der Küste der Peloponnes im Saronischen Golf                                      | vor Kap Stiri                                                                                         | Smith (2);           |      |
| Eleusa             | Ἐλεούσα (Eleousa)                    | Insel vor Küste von Zypern                                                                  | vermutlich vor der Nordküste der Halbinsel Karpas                                                     |                      |      |
| Eleusis            | Ἐλευσίς (Eleusis)                    | Ort in Attika, Kultstätte der Demeter und Schauplatz der Mysterien von Eleusis              | Elefsína, 30 km nordwestlich von Athen                                                                | Smith (1);           |      |
| Eleusis            | Ἐλευσίς (Eleusis)                    |                                                                                             | nahe el-Nuzha                                                                                         | Smith (2);           |      |
| Eleusis            | Ἐλευσίς (Eleusis)                    | Ort im Nildelta                                                                             | |                      |      |
| Eleusis            | Ἐλευσίς (Eleusis)                    | Ort in Ägypten, im Gau Arsinoites                                                           | |                      |      |
| Eleusis            | Ἐλευσίς (Eleusis)                    | Ort auf Thera                                                                               | auf Santorin                                                                                          |                      |      |
| Eleutherae         |                                      |                                                                                             | | Smith;               |      |
| Eleutherion        |                                      |                                                                                             | | Smith;               |      |
| Eleutherna         | Ἐλευθέρνα (Eleutherna)               | Stadt auf der Insel Kreta                                                                   | am nordwestlichen Hang des Ida-Gebirges beim heutigen Dorf Eleftherna in der Nähe des Klosters Arkadi | Smith;               |      |
| Eleutherocilices   |                                      |                                                                                             | | Smith;               |      |
| Eleutheropolis     |                                      | siehe Bethogabris                                                                           | |                      |      |
| Eleutherus         | Ἐλεύθερος (Eleutheros)               | Fluss in Syria                                                                              | Nahr al-Kabir al-Janoubi, Grenzfluss zwischen Syrien und Libanon                                      | Smith;               |      |
| Elgovae            |                                      |                                                                                             | | Smith;               |      |
| Elgus              |                                      |                                                                                             | | Smith;               |      |
| Elibyrge           |                                      |                                                                                             | | Smith;               |      |
| Elim               | Αἰλείμ (Aileim)                      | Oase in der Bibel, Station des Exodus                                                       | | Smith;               |      |
| Elimaei            |                                      |                                                                                             | | Smith;               |      |
| Elimberrum         |                                      |                                                                                             | | Smith;               |      |
| Elimeia            |                                      |                                                                                             | | Smith;               |      |
| Elinga             |                                      |                                                                                             | | Smith;               |      |
| Eliocroca          |                                      |                                                                                             | | Smith;               |      |
| Elis               | Ἦλις (Ēlis)                          | Landschaft auf der nordwestlichen Peloponnes                                                | | Smith;               |      |
| Elis               | Ἦλις (Ēlis)                          | Hauptstadt der Landschaft Elis auf der nordwestlichen Peloponnes                            | | Smith;               |      |
| Elisari            |                                      |                                                                                             | | Smith;               |      |
| Elison             |                                      |                                                                                             | | Smith;               |      |
| Ellasar            | Ἐλλασάρ (Ellasar)                    | Larsa, ein babylonischer Stadtstaat, Ellasar in der Bibel                                   | etwa 25 km südöstlich von Uruk                                                                        | 1 Mos 14.1; Smith;   |      |
| Ellebri            |                                      |                                                                                             | | Smith;               |      |
| Elleporus          |                                      |                                                                                             | | Smith;               |      |
| Ellomenus          |                                      |                                                                                             | | Smith;               |      |
| Ellopia            |                                      |                                                                                             | | Smith;               |      |
| Elone              |                                      |                                                                                             | | Smith;               |      |
| Elorus             |                                      |                                                                                             | | Smith;               |      |
| Eluro              |                                      |                                                                                             | | Smith;               |      |
| Elusa              |                                      | Stadt der Nabatäer                                                                          | im Negev beim heutigen El-Khalasa in Israel                                                           |                      |      |
| Elusa              |                                      | Stadt in Aquitanien, Hauptort des Volksstammes der Elusaten                                 | Eauze in Frankreich                                                                                   | Smith;               |      |
| Elusates           |                                      | Volksstamm in Aquitanien                                                                    | | Smith;               |      |
| Elusio             |                                      |                                                                                             | | Smith;               |      |
| Elycoci            |                                      |                                                                                             | | Smith;               |      |
| Elyma              |                                      |                                                                                             | | Smith;               |      |
| Elyma              |                                      |                                                                                             | | Smith;               |      |
| Elymais            | Ἐλυμαΐς (Elymais)                    | Landschaft in der Susiana                                                                   | im Südwesten Irans                                                                                    | Smith;               |      |
| Elymi              |                                      |                                                                                             | | Smith;               |      |
| Elymia             |                                      |                                                                                             | | Smith;               |      |
| Elyrus             |                                      |                                                                                             | | Smith;               |      |